# Grand Hyatt Colombo
Grand Hyatt Colombo es un hotel de cinco estrellas de 47 pisos en Colombo, Sri Lanka. El hotel cuenta con 475 habitaciones y 84 apartamentos. Es el primer hotel de la cadena hotelera Hyatt en Sri Lanka. Actualmente es el edificio más alto de Sri Lanka, y el 8.º edificio más alto del Sureste Asiático. Se espera que abra sus puertas a finales de 2017.